# Бразил на Светском првенству у атлетици у дворани 2012.
Бразил је на Светском првенству у атлетици у дворани 2012. одржаном у Истанбулу од 9. до 11. марта учествовао четрнаести пут, односно, учествовао је на свим првенствима до данас. Репрезентацију Бразила представљала су седам такмичара (3 мушкарца и 4 жене), који су се такмичили у три дисциплине.
На овом првенству Бразил је по броју освојених медаља делио 11. место са једном освојеном медаљом и то златну. У табели успешности према броју и пласману такмичара који су учествовали у финалним такмичењима (првих 8 такмичара) Бразил је са 1 учесником у финалу делио 26. место са 8 бодова. Поред тога остварен је један најбољи светски резултат сезоне, оборен је један национални рекорд, четири лична рекорда и три лична резултата сезоне.
| Плас. | Земља  | 1. место | 2. место | 3. место | 4. место | 5. место | 6. место | 7. место | 8. место | Бр. финал. | Бод. |
| ----- | ------ | -------- | -------- | -------- | -------- | -------- | -------- | -------- | -------- | ---------- | ---- |
| =26.  | Бразил | 1        | 0        | 0        | 0        | 0        | 0        | 0        | 0        | 1          | 8    |

## Учесници
| Мушкарци: - Нилсон Андре — 60 м - Мауро Виницијус да Силва — Скок удаљ - Џеферсон Сабино — Троскок | Жене: - Ана Клаудија Лемос да Силва — 60 м - Жеиса Апаресида Котињо — 400 м - Кеила Коста — Скок удаљ - Жизела де Оливеира — Троскок |  |

## Освајачи медаља (1)

### Злато (1)
- Мауро Виницијус да Силва — Скок удаљ

## Резултати

### Мушкарци
| Атлетичар                | Дисциплина | Лични рекорд | Квалификације    | Квалификације | Полуфинале           | Полуфинале   | Финале               | Финале       | Детаљи |
| Атлетичар                | Дисциплина | Лични рекорд | Резултат         | Место         | Резултат             | Место        | Резултат             | Место        | Детаљи |
| ------------------------ | ---------- | ------------ | ---------------- | ------------- | -------------------- | ------------ | -------------------- | ------------ | ------ |
| Нилсон Андре             | 60 м       |              | 6,86 кв, ЛР      | 3. у гр. 1    | 6,93                 | 7. у гр. 3   | Није се квалификовао | 22 / 57 (61) |        |
| Мауро Виницијус да Силва | Скок удаљ  | 8,04 НР      | 8,28 КВ, СРС, НР | 1             |                      |              | 8,23                 |              |        |
| Џеферсон Сабино          | Троскок    | 17,06        | 16,67 ЛРС        | 10            | Није се квалификовао | 10 / 13 (14) |                      |              |        |

### Жене
| Атлетичарка                 | Дисциплина | Лични рекорд | Квалификације    | Квалификације    | Полуфинале            | Полуфинале            | Финале                | Финале                | Детаљи |
| Атлетичарка                 | Дисциплина | Лични рекорд | Резултат         | Место            | Резултат              | Место                 | Резултат              | Место                 | Детаљи |
| --------------------------- | ---------- | ------------ | ---------------- | ---------------- | --------------------- | --------------------- | --------------------- | --------------------- | ------ |
| Ана Клаудија Лемос да Силва | 60 м       |              | 7,40 кв, ЛР      | 3. у гр. 6       | 7,36 ЛР               | 6. у гр. 2            | Није се квалификовала | 18 / 62 (64)          |        |
| Жеиса Апаресида Котињо      | 400 м      | 52,56 НР     | дисквалификована | дисквалификована | Није се квалификовала | Није се квалификовала | Није се квалификовала | Није се квалификовала |        |
| Кеила Коста                 | Скок удаљ  | 6,64         | 6,45 ЛРС         | 11               |                       |                       | Нису се квалификовале | 11 / 20               |        |
| Жизела де Оливеира          | Троскок    | 14,03        | 13,60            | 11. у гр. Б      | 22 / 28 (30)          |                       | Нису се квалификовале |                       |        |